# Yoḥanan ben Zakkaï
Rabban Yoḥanan ben Zakkaï (en hébreu רַבִּן יוֹחָנָּן בֶּן-זַכַּאי), connu aussi sous l'acronyme ריב״ז (Ribaz), vécut au Ier siècle en terre d'Israël. Il serait né en  47 av. J.-C., aurait vécu cent vingt ans, et serait décédé en 73 après avoir été témoin de la prise de Jérusalem et de la destruction de son Temple par l'armée romaine de Titus, fils de l'empereur Vespasien. Une datation moins large situe son existence de l'an 1 à l'an 80 . Disciple de Hillel Hazaken, dit Hillel l'Ancien, Yoḥanan ben Zakkaï étudia à Jérusalem puis en Galilée. Il fut un des grands tannaïm (répétiteurs) de la Mishna, et soutint de nombreuses controverses contre les Sadducéens Nassi.

## Biographie
La tradition le fait naître dans la lignée de David Il ne partageait pourtant pas l'espoir messianique de sa famille et du peuple juif. Plutôt qu'à rêver l'arrivée du Roi oint, le Mashiah, le Messie, il se concentrait sur les problèmes plus pratiques et plus pressants concernant la survivance du judaïsme à la destruction romaine.
Conscient de la futilité de résister aux Romains, il remarquait qu'il était possible pour le Peuple juif de survivre exilé de son centre spirituel, Jérusalem, de son cœur le Temple, et de sa patrie la Terre d'Israël. Cette possibilité était basée sur le fait que la Torah étant en leur possession, personne ne pourrait la leur prendre.
Quand Vespasien, général romain, bientôt empereur, lui accorde trois souhaits, il ne demande ni le salut de la ville ni celui de son temple ; il s'était rendu compte que les Romains seraient décidés à les détruire et que, par conséquent, il ne pourrait les sauver. Il demande cependant que la ville libre de Yavné devienne la nouvelle demeure du Sanhédrin, la cour suprême juive, et des Sages de la Torah. Il fonde alors ce que l'on appelle l'Académie de Yabneh (ou l'Assemblée de Yabneh),.
Il est probable que l'Assemblée de Yabneh ne concerne que le mouvement des rabbins en formation et en évolution et non l'ensemble du peuple juif. « Par ce coup de force consistant à réunir une assemblée des sages pharisiens les plus célèbres de son temps et à en prendre la présidence, Rabban Yohanan ben Zakkaï (mort ca. 80-85) parvient, aux yeux des membres du mouvement rabbinique, à se substituer à l'ancienne autorité du grand-prêtre, à celle du sacerdoce et à celle du sanhedrin. »
C'est là qu'il forma les plus célèbres de ses disciples, dont il fait la description dans la Mishna Avot (2,8) : « Rabban Yohanan ben Zakkai reçut [la tradition orale] de Hillel et Shammai. [...] Rabban Yohanan ben Zakkai avait cinq disciples qui étaient : rabbi Eliezer ben Hyrcanos, rabbi Yehochoua ben Hanania, rabbi Yossé haCohen, rabbi Shim'on ben Nethaniel et rabbi Eléazar ben Arakh. »
Il est convaincu que l'étude de la Torah et l'observance de ses commandements, permettront au peuple juif de continuer à exister partout où il sera exilé dans le monde et de maintenir la mémoire du temple dans son cœur, de sorte qu'on ne l'oublie jamais. Quand Dieu aura pitié de son peuple, et lui permettra de retourner sur sa terre et de reconstruire le temple, ils seront prêts.
Yohanan ben Zakkaï prend alors neuf décrets, des takkanot (« améliorations »), « qui sont présentés comme indispensables pour le culte, car ils concernent les dates des jours fastes, des jours jeûnés, des jours de fête et les débuts de mois. » Cette tâche revenait auparavant au grand-prêtre et au sanhédrin, mais la destruction du Temple de Jérusalem — et probablement l'interdiction des Romains — ont laissé vacants ces institutions.
Cette récupération du calendrier liturgique aux dépens du sacerdoce a probablement rencontré l'opposition des prêtres, des scribes et des notables en général,. Toutefois, grâce à l'autorité incontestable dont Yohanan jouit dans le mouvement pharisien et parce qu'il s'agit des mesures essentielles qu'il fallait prendre à ce moment-là pour la poursuite du culte hors de Jérusalem, ces mesures ont probablement trouvé une certaine légitimité. « D'autant que le calendrier liturgique est toujours une des clefs de la légitimité en matière religieuse, même si l'autorité de ces mesures n'a probablement pas dépassé les frontières du mouvement rabbinique. »
Mais l'incertitude finale de la vie humaine est reflétée dans ce que raconte le Talmud à son sujet : sur son lit de mort, il pleura et dit « je ne sais pas vers où je vais » ; même si l'histoire prouvera la véracité de son analyse, il n'était jamais absolument certain de ne pas s'être trompé dans son choix au sujet du Temple et de Jérusalem.
En tant que Nassi (président du Sanhédrin), il institua ce qui remplacera les offrandes du temple : la Prière.
Descendant de la maison de David, lui et sa famille donnèrent toujours l'espoir au peuple juif dans l'arrivée de leur Roi oint Mashiah, le Messie.